# Ansar al-Sunna (Moçambique)
Ansar al-Sunna (em português:  Apoiantes da tradição) ou Ahlu Sunna Wal Jammah, também conhecido, em Moçambique, como Ansar al-Sharia, é desde 2015 um grupo militante islâmico ativo na província de Cabo Delgado, Moçambique. O grupo atacou as forças de segurança e civis na tentativa de estabelecer um estado islâmico na área. O grupo teria sido formado em Cabo Delgado pelos seguidores do clérigo radical queniano Aboud Rogo Mohammed, que se reassentou em Moçambique após a sua morte em 2012. O grupo tornou-se cada vez mais violento em 2017, realizando ataques contra alvos civis e governamentais. O financiamento para o grupo é gerado a partir do contrabando ilegal, redes religiosas e traficantes de pessoas, que o grupo usa para enviar recrutas para a Tanzânia, Quénia e Somália para o treinamento militar e ideológico.
Os membros da Ansar al-Sunna são maioritariamente moçambicanos dos distritos de Mocímboa da Praia, Palma e Macomia, mas também incluem os estrangeiros da Tanzânia e da Somália. As línguas portuguesa, quimuane e suaíli são todas supostamente faladas pelos membros do grupo.
Segundo um relatório de um grupo de peritos dos orgãos antiterroristas da ONU, desde fins de 2019 que o grupo Ansar al-Sunna pertence ao chamado EIPAC (Estado Islâmico na Província da África Central, ou IS-CAP, Central Africa Wilayah ou Wilayat Wasat Ifriqiya, uma divisão do Daesh).